# EF Standard English Test

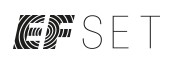

El EF Standard English Test (EF SET por sus siglas en inglés, traducido en español como examen de inglés estándar de EF) es un test estandarizado para medir el dominio del idioma inglés como lengua extranjera de acuerdo con el Marco Común Europeo de Referencia para las lenguas (MCER o CEFR por sus siglas en inglés).
Fue creado por la compañía EF Education First y lanzado en 2014. A diferencia de otros tests estandarizados de inglés como el IELTS o el TOEFL, el EF SET se destaca por la característica de ser el primero de carácter gratuito en el mundo y, aunque limitado comparado con estos tests oficiales, el EF SET cuenta con reconocimiento internacional, si bien es importante recalcar que esta prueba únicamente se puede realizar en línea y solo califica la comprensión lectora y auditiva, pero no toma en cuenta la expresión oral o escrita del examinado.

## Calificaciones y equivalencias
Se dispone de 50 minutos para realizar el EF SET y al finalizar se califica automáticamente en una escala que va de 0 a 100 con un reporte dividido en dos, uno para el apartado de comprensión lectora con una duración máxima de 25 minutos y otro para el de comprensión auditiva que puede durar hasta otros 25 minutos, así como una puntuación global que es la media aritmética de ambos puntajes. Las puntuaciones obtenidas en el EF SET se corresponden con los 6 niveles del MCER desde el A1 hasta el C2, así como con las puntuaciones del IELTS y del TOEFL, por lo que es posible hacer una tabla de puntajes y conversiones tal y como se muestra a continuación:
| Certificado EF SET | Nivel        | MCER                          | TOEFL   | IELTS   | Descripción |
| ------------------ | ------------ | ----------------------------- | ------- | ------- | --- |
| N/A                | Principiante | A0                            | N/A     | N/A     | No comprende nada o casi nada de lo que lee u oye. |
| 1-30               | Básico       | A1 (Acceso)                   | N/A     | N/A     | Es capaz de comprender y utilizar expresiones cotidianas de uso muy frecuente, así como frases sencillas destinadas a satisfacer necesidades de tipo inmediato.                                                                          |
| 31-40              | Básico       | A2 (Plataforma)               | N/A     | N/A     | Es capaz de comprender frases y expresiones de uso frecuente relacionadas con áreas de experiencia que le son especialmente relevantes (información básica sobre sí mismo y su familia, compras, lugares de interés, ocupaciones, etc.). |
| 41-50              | Intermedio   | B1 (Umbral)                   | 57-86   | 4.0-5.0 | Es capaz de comprender los puntos principales de textos claros y en lengua estándar si tratan sobre cuestiones que le son conocidas, ya sea en situaciones de trabajo, de estudio o de ocio.                                             |
| 51-60              | Intermedio   | B2 (Avanzado)                 | 87-99   | 5.5-6.0 | Es capaz de entender las ideas principales de textos complejos que traten de temas tanto concretos como abstractos, incluso si son de carácter técnico, siempre que estén dentro de su campo de especialización.                         |
| 61-70              | Avanzado     | C1 (Dominio operativo eficaz) | 100-109 | 6.5-7.5 | Es capaz de comprender una amplia variedad de textos extensos y con cierto nivel de exigencia, así como reconocer en ellos sentidos implícitos.                                                                                          |
| 71-100             | Avanzado     | C2 (Maestría)                 | 110-120 | 8.0-9.0 | Es capaz de comprender con facilidad prácticamente todo lo que oye o lee. |